# Сахаров, Владимир Севастьянович
Владимир Севастьянович Сахаров (28 октября 1930, Брянск, Западная область — 19 февраля 2022, Курган) — советский и российский инженер, заслуженный машиностроитель РСФСР, лауреат Государственной премии СССР.

## Биография
Владимир Севастьянович Сахаров родился 28 октября 1930 года в городе Брянске Западной области, ныне город — административный центр Брянской области. Отец был арестован в 1930-х годах и домой не вернулся, мать — учительница, в семье пятеро детей.
В годы Великой Отечественной войны семья осталась на оккупированной территории. Владимир попал в немецкий концлагерь, в 1944 году несовершеннолетний узник фашистских лагерей был освобождён под Минском бойцами Рабоче-крестьянской Красной Армии.
В 1947 году окончил ремесленное училище.
Трудовую деятельность начал в 1947 году слесарем на Брянском заводе дорожных машин. Затем работал бригадиром, окончил вечернюю школу рабочей молодёжи. Проработав три года, поступил в Бежицкий институт транспортного машиностроения на специальность «Технология машиностроения», который окончил в 1955 году.
В 1955 году по распределению приехал в город Курган на Курганский машиностроительный завод. Работал мастером, старшим мастером, заместителем начальника, начальником цеха, заместителем главного технолога, заместителем главного инженера.
В 1980 году окончил Академию народного хозяйства при Совете Министров СССР.
С 1981 по 1991 год был главным инженером — первым заместителем генерального директора производственного
объединения «Курганский машиностроительный завод имени В.И. Ленина». Под его руководством освоены боевые машины пехоты БМП-1, БМП-2, БМП-3, построено и освоено производство точных литых заготовок из стали и алюминиевых сплавов.
С 1991 года до ухода на пенсию работал помощником генерального директора объединения.
Член КПСС, был в партии 30 лет, в 1990-е добровольно вышел из партии.
Вёл активную общественную деятельность. Три созыва избирался депутатом Курганского городского Совета народных депутатов. Был членом парткома, райкома и горкома КПСС, тридцать лет возглавлял заводское общество «Знание», участвовал в работе съезда Всероссийского общества «Знание». В 2012 году вошёл в региональный штаб поддержки Владимира Путина.
Соавтор патента «Способ набивки подового камня индукционной канальной печи и шаблон для набивки подового камня», 1983 год.
Владимир Севастьянович Сахаров умер 19 февраля 2022 года в городе Кургане Курганской области. Прощание было 24 февраля в траурном зале № 1 ЖБИ.

## Награды и звания
- Орден Ленина, 1971 год
- Медаль «За доблестный труд в Великой Отечественной войне 1941—1945 гг.»
- Юбилейные медали
- Две золотые и одна серебряная медали ВДНХ
- Лауреат Государственной премии СССР, 1982 год
- Звание «Заслуженный машиностроитель РСФСР», 5 ноября 1991 года[8]
- Почётный гражданин города Кургана, 2010 год
- Диплом «Признание», за книгу «Броня и люди» к 50-летию завода

## Семья
Жена Ида Геннадьевна, руководила отделом дошкольных учреждений Курганмашзавода; двое сыновей.